# Лінія Салпа

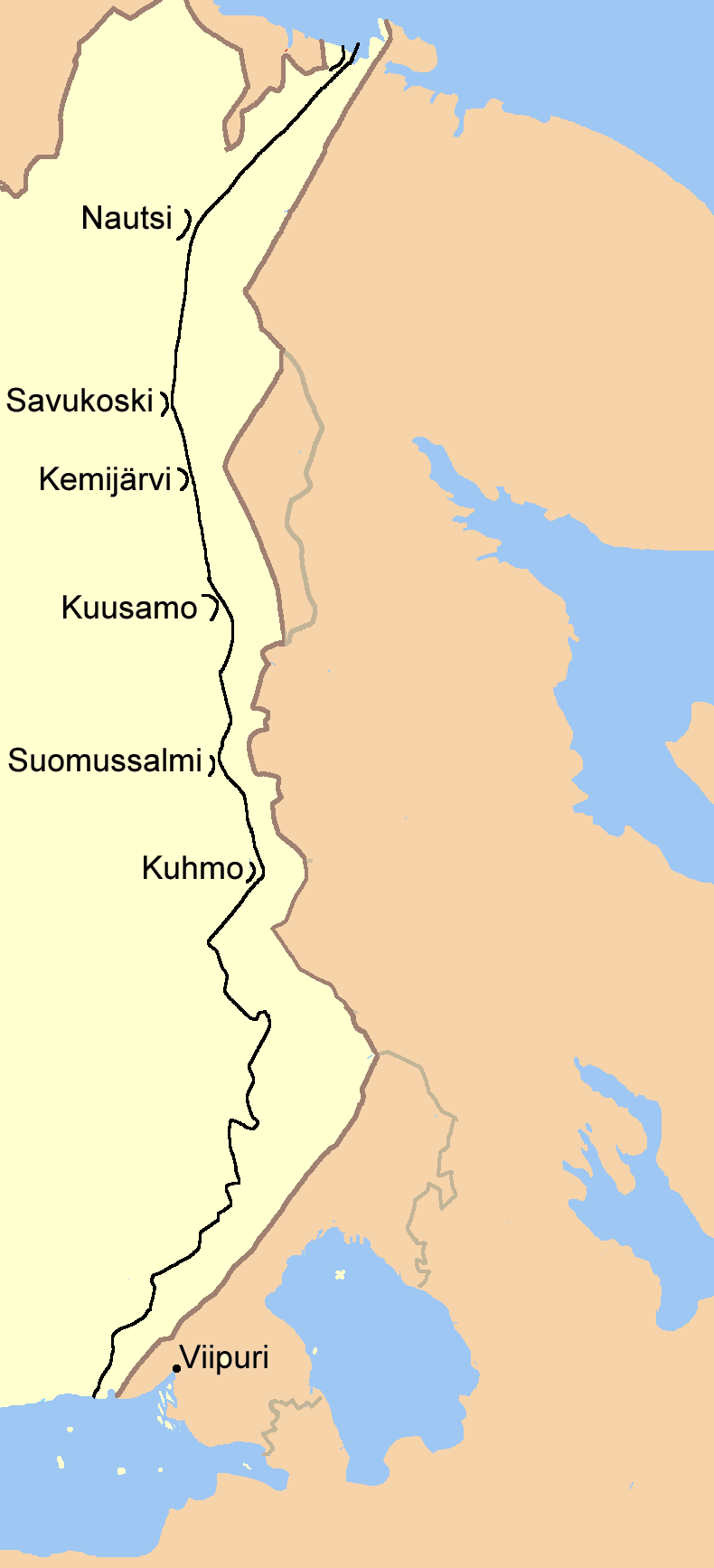
Лінія Салпа

Лінія Салпа (фін. salpa — «засув») — низка фортифікаційних загороджень, довжиною 1200 км від Фінської затоки до Петсамо на території Фінляндії. Лінія була побудована в 1941 році після радянсько-фінська війни (1939—1940) для захисту від ймовірного нападу з боку Радянського Союзу. У бойових діях лінія участі не брала.

## Споруда
Зведення лінії почалося восени 1940 року, спершу силами добровольців, потім мобілізованих з-поміж осіб, непридатних до військової служби. Найбільша кількість працівників на проекті припадала на весну 1941 року (близько 35 тисяч). З початком радянсько-фінської війни 1941—1944 років роботи на лінії були зупинені, озброєння знято з дотів і дзотів та надіслано на фронт. На початку 1944 року роботи були відновлені й тривали до кінця війни з СРСР (4 вересня 1944 року).

## Укріплення
Лінія була укріплена значно сильніше, ніж «лінія Маннергейма». Було побудовано 728 бетонних споруд, 225 км протитанкових надовбнів, близько 130 км протитанкових ровів, 350 км різних траншей, 3000 дзотів, 254 кулястих бункерів. Також було 315 км загороджень колючого дроту. Більшість цих фортифікаційних споруд розташовані на ділянці між Фінською затокою й озером Саймаа. Через нестачу артилерії фіни користали старовинні 9 дюймові мортири з батарей берегової артилерії.

## Роль у війні
Радянський наступ влітку 1944-го не досяг лінії Салпа, тому вона не брала участь у бойових діях. Тим не менш, її існування зіграло свою роль наступної осені під час перемовин про перемир'я з СРСР.

## Ілюстрації

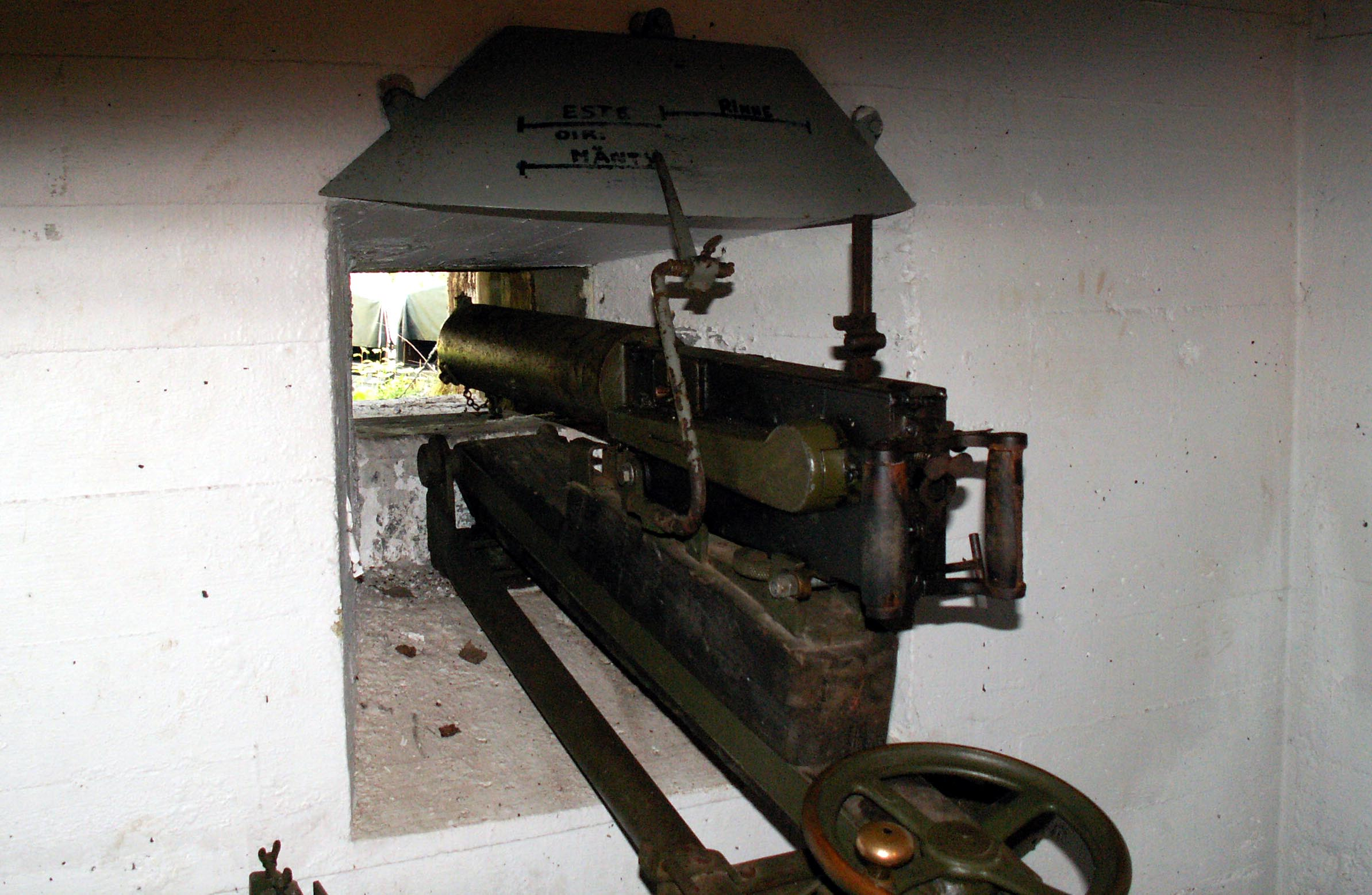
Кулеметна установка в доті, музей Салпа
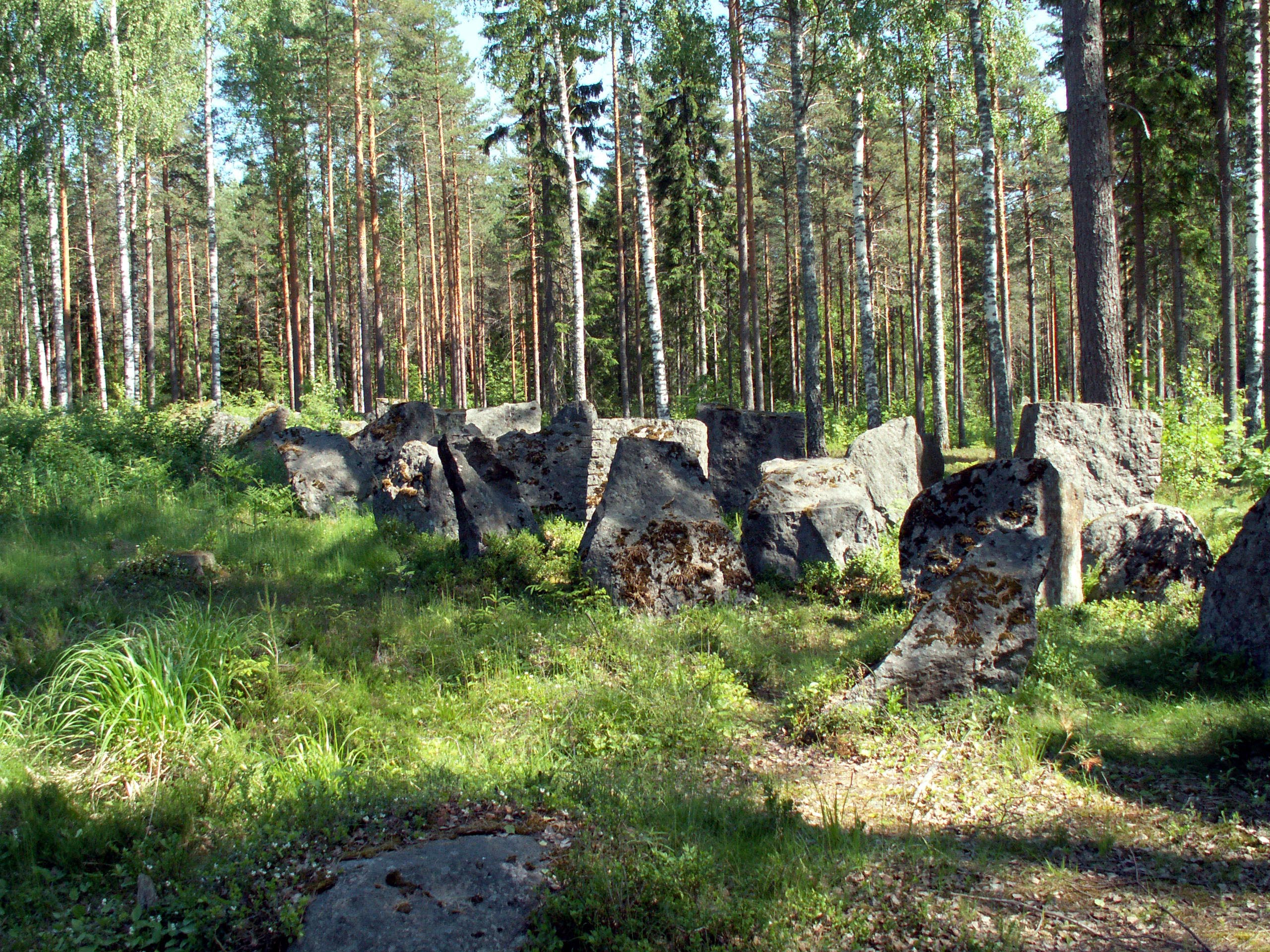
Протитанкові надовби в Міхіккяля[fi]
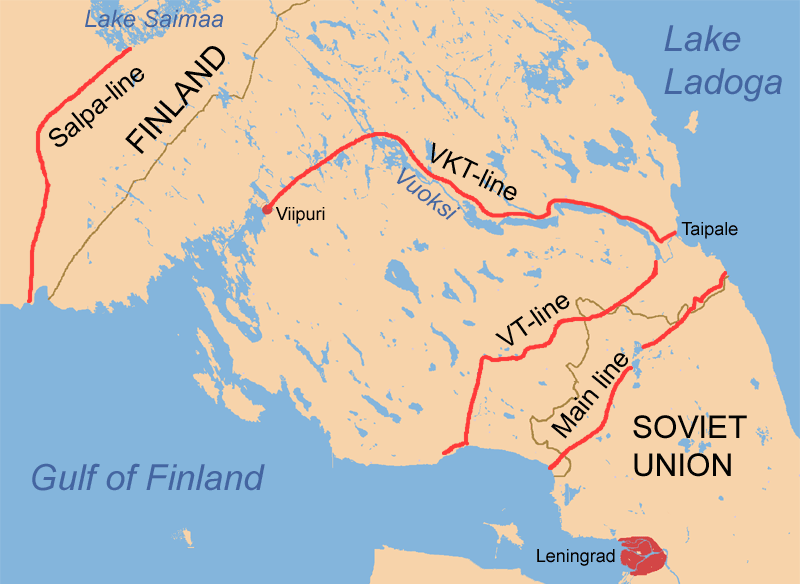
Мапа фінських укріплень на Карельському перешийку; показаний крайню південну ділянку лінії Салпа.
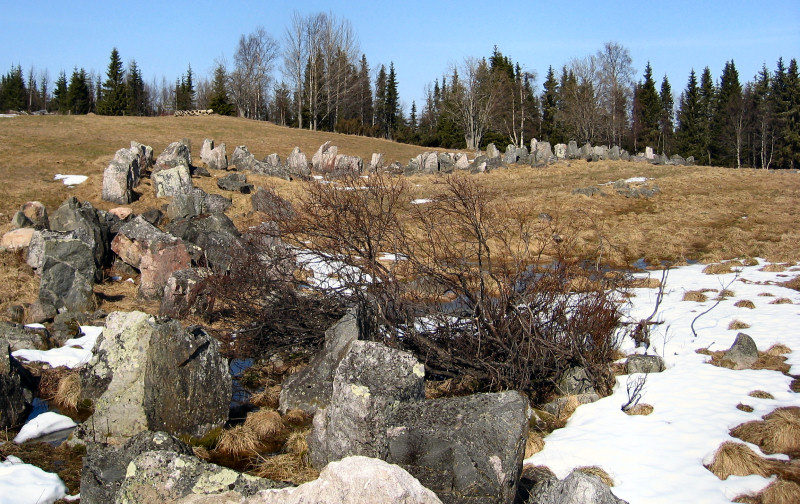
Протитанкові надовби біля села Ахоланвара
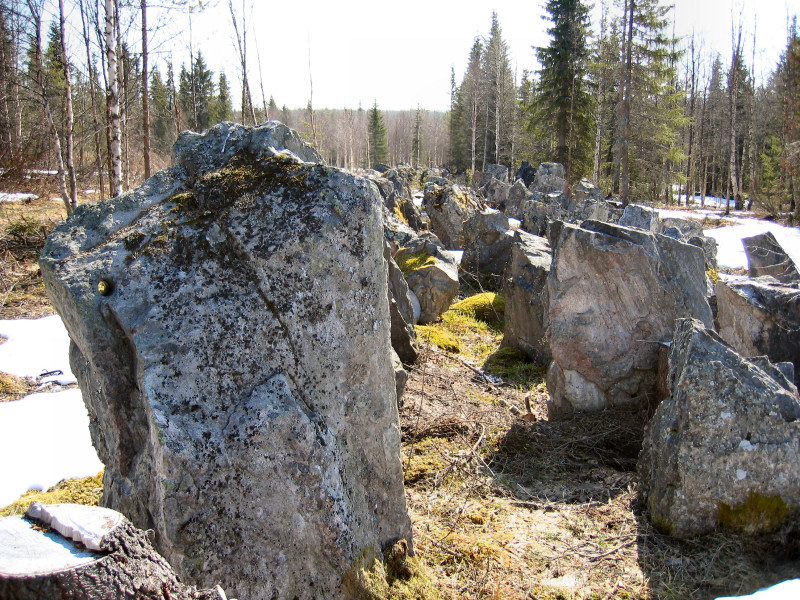
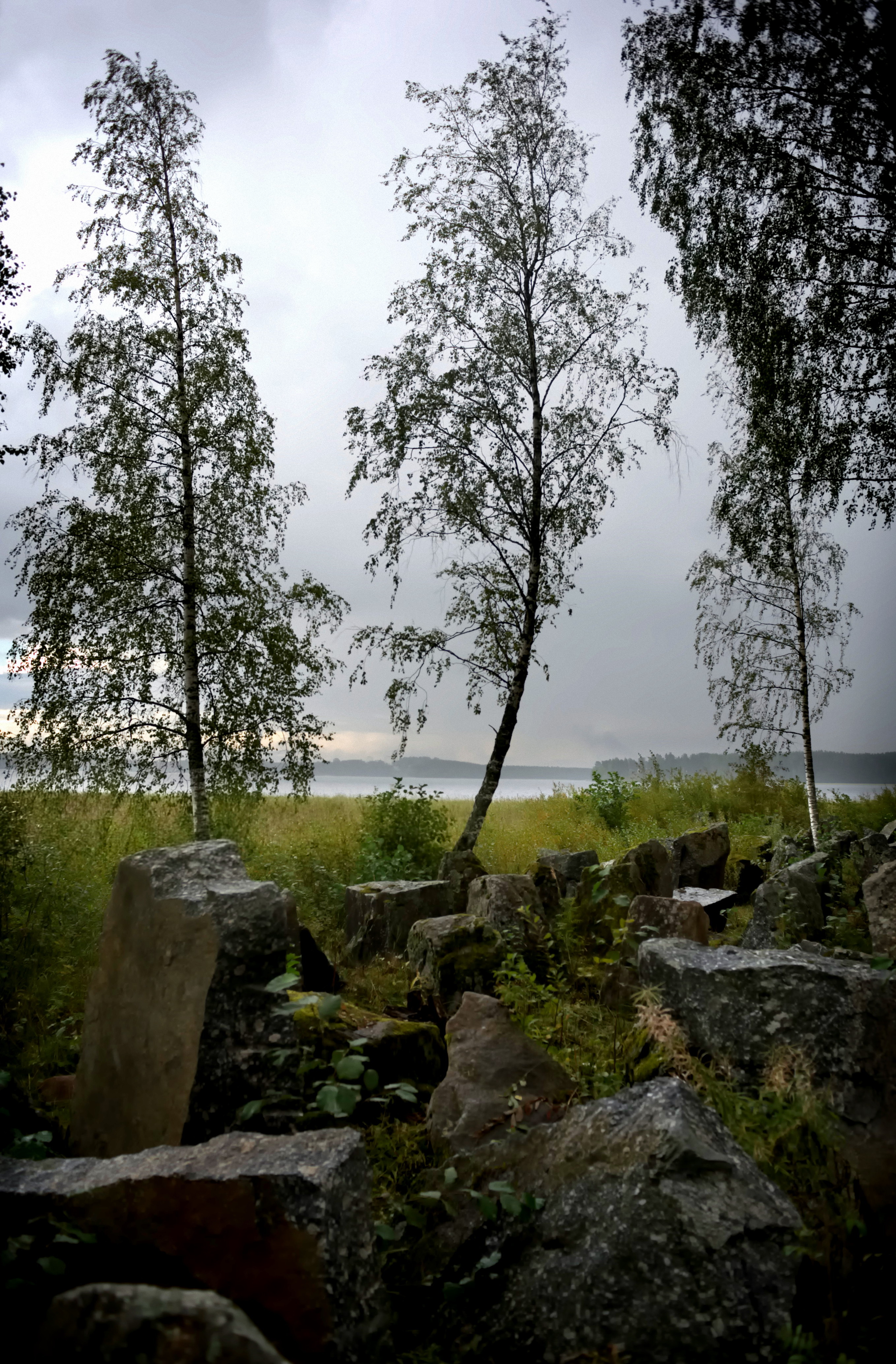
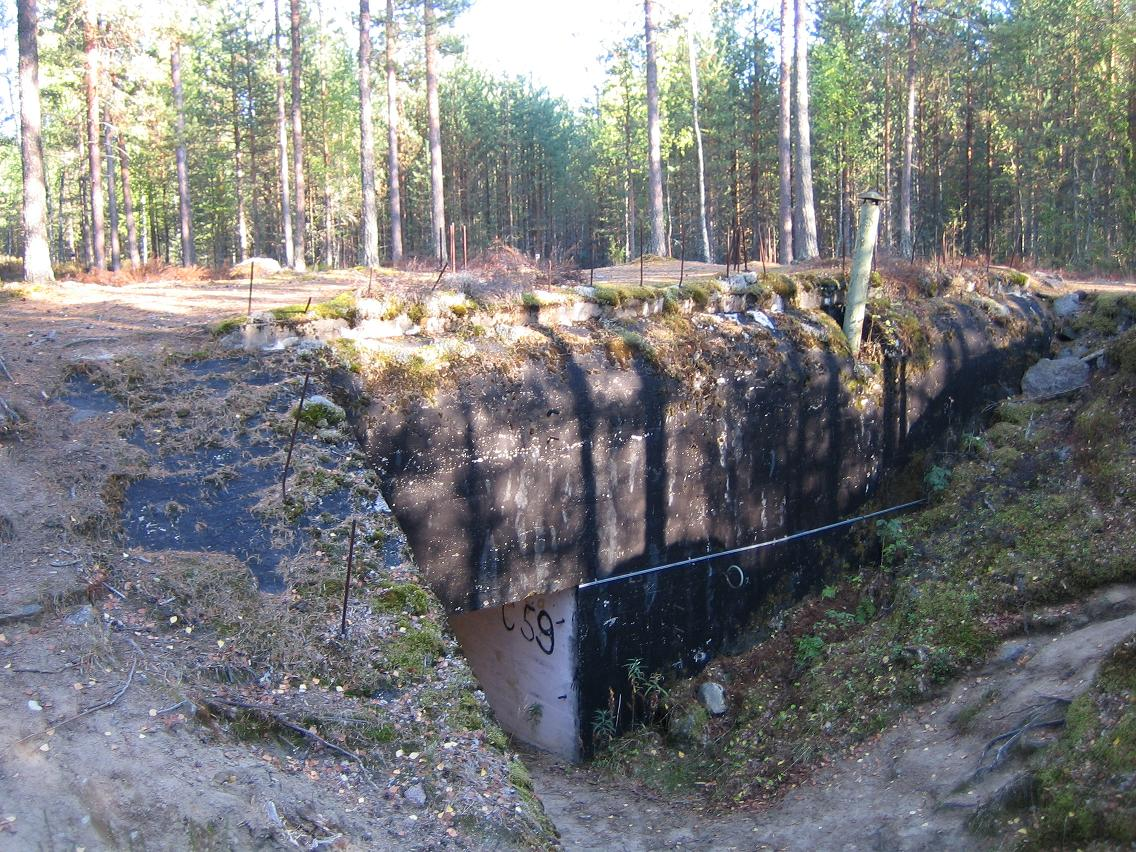